# Rhynchopsitta
Rhynchopsitta – rodzaj ptaków z podrodziny papug neotropikalnych (Arinae) w rodzinie papugowatych (Psittacidae).

## Zasięg występowania
Rodzaj obejmuje gatunki występujące endemicznie w Meksyku. Oba istniejące gatunki występują na wysokości od 1500 do 3000 m n.p.m. w Meksyku w odizolowanych, przypominających wyspę siedliskach leśnych w Sierra Madre, i są czasami nazywane papugami śnieżnymi ze względu na ich siedliska na dużych wysokościach.

## Morfologia
Długość ciała 38–45 cm; masa ciała 392–468 g.

## Systematyka

### Etymologia
Rhynchopsitta: gr. ῥυγχος rhunkhos „dziób”; nowołac. psitta „papuga”, od gr. ψιττακη psittakē „papuga”.

### Podział systematyczny
Do rodzaju należą następujące gatunki:
- Rhynchopsitta pachyrhyncha (Swainson, 1827) – meksykana czerwonoczelna
- Rhynchopsitta terrisi R.T. Moore, 1947 – meksykana kasztanowoczelna